# Alpe di Catenaia
L'Alpe di Catenaia è un gruppo montuoso che separa il Casentino (bacino idrografico dell'Arno) dalla Valtiberina (bacino idrografico del Tevere). Appartiene al Subappennino toscano.

## Caratteristiche
Il principale rilievo è il monte Il Castello (1414 m s.l.m.). La montagna è ricca di acque, infatti sono molteplici le sorgenti, tra le più importanti: Le Tre Fonti, la Fonte del Baregno, le Sorgenti delle Sette Vene, la Fonte della Galletta.

## Flora
Ubicata nella zona fitoclimatica tra castanetum e fagetum, dove si ritrovano le principali essenze che caratterizzano tali zone, castagno, cerro e faggio . Numerosi i rimboschimenti con conifere, principalmente abete rosso e bianco. Gran parte del territorio ricade all'interno del Demanio regionale della Toscana ed è gestito dalla Comunità Montana del Casentino e della Unione montana dei comuni della Valtiberina Toscana.

## Storia
Nel corso della seconda guerra mondiale tutta la zona è stata interessata dal passaggio della Linea Gotica, punto strategico che permetteva di controllare sia la zona di Sansepolcro che quella di Arezzo . I segni di tale conflitto sono tutt'oggi ancora visibili sul terreno, sono infatti innumerevoli le trincee scavate sul terreno e non di rado sono stati rinvenuti ordigni bellici inesplosi, appartenenti sia all'esercito Tedesco che a quello  Alleato.
Nel 1976 fu teatro della tragedia dell'Alpe di Catenaia, dove nove persone rimasero uccise dopo essere state colpite da un fulmine.